# フューシミ湖
フューシミ湖（Fushimi Lake）とは、北アメリカ大陸の北部に存在する、小さな湖の1つである。なお、この湖とその周辺は、フューシミ湖州立公園に指定されている。

## 湖について
フューシミ湖は、おおよそ北緯49度49分22秒、西経83度53分5秒付近に位置しており、この場所はカナダ中部のオンタリオ州北東部のコクレーン地区に属している

。
この湖には、例えば湖の南端部に比較的規模の大きなリリパッド湾（英語: Lilypad Bay）と呼ばれる湾が存在していたり

、その名の通り湖の西端に存在するウェスト湾（英語: West Bay）も存在している

。
他にも幾つもの大小の入り江が見られる上に

、湖の中には島も存在しているなど、湖の形状は複雑である。なお、湖は冷帯地域に見られる森に囲まれているものの

、その湖岸には砂浜も見られる

。
ちなみに、周辺の森にはスズメ亜目の鳥が生息している他、キツツキ科の鳥やアトリ科の鳥やカモなども飛来するため、夏季には何百種類もの鳥を観察することができる

。
フューシミ湖へは何本かの河川が流れ込んでいて、例えばバレンタイン川（Valentine River）などが挙げられる。湖の水質は魚類が生息するには充分であり、例えばウォールアイやノーザンパークやイエローパーチなどが生息している

。
そして、場合によってはオオアオサギやミサゴやハクトウワシが、湖の魚を狩る姿を観察できることもある

。
なお、フューシミ湖から流れ出した水は、ハンラン湖へと流れてゆく。したがって、フューシミ湖から流れ出した水は、最終的にムース川の河口から、北極海の一部であるジェームズ湾へと流れ込む。

## フューシミ湖州立公園
前述のようにフューシミ湖はオンタリオ州に属しているわけだが、この湖とその周辺地域は、同州によってフューシミ湖州立公園（Fushimi Lake Provincial Park）に指定されており、保護地域とされている

。
ただし、保護されているとは言え、公園内の散策は可能であり、散策路も整備されている。主な散策路としては、全長約1 kmの45分程度で手軽に出かけられる「Achilles Lake Trail」と命名されたルートと、全長約7 kmで普通2時間はかかる「Fire Tower Trail」と命名されたルートが存在する

。
そして、この湖周辺には夏季に何百種類もの鳥類がいるため、散策中にはバードウォッチングも可能である

。
また、キャンプ場も設置されていてキャンプも許されている

。
なお、釣りは許可されているものの

、狩猟については制限が存在しており勝手に行ってはならない

。
この他、湖岸には砂浜が存在しており、遊泳も可能である

。
さらにボートやカヌーの使用も許可されており、カヌーの場合はバレンタイン川のような付近の川に出ることもできる

。
ちなみに、2014年現在、貸しボートや貸しカヌーも用意されている

。
なお、2012年現在フューシミ湖州立公園の利用者数は伸び悩んでいるものの、付近の町のハーストにとっては重要な場所となっている

。

## 交通手段
フューシミ湖へは、オンタリオ州道11号線で来ることができる。付近にあるハーストの市街地からは、だいたい西へ25 kmほどの距離である

。

## 主な参考文献
- Fushimi Lake Provincial Park
- Fushimi Lake （Natural Resources Canada提供）

## 言語リンク
- Fushimi Lake（スウェーデン語）

座標: 北緯49度49分22秒 西経83度53分5秒 / 北緯49.82278度 西経83.88472度